# سربند (تاجیکستان)
سربند جماعت و شهرکی در جنوب غربی کشور تاجیکستان است که در ناحیهٔ سربند ولایت ختلان قرار دارد. جمعیت این جماعت در سال ۲۰۰۷ میلادی ۱۲٬۸۰۰ بوده‌است.
فاصلهٔ این شهر تا شهر دوشنبه حدود ۱۲۰ کیلومتر است.